# محرك رولز رويس ميرلين
محرك رولز-رويس ميرلين، هو محرك طيران بريطاني من نوع V-12، يعمل بنظام التبريد بالسائل وتبلغ سعته 27 لترًا (ما يعادل 1,650 إنشًا مكعبًا). صممته شركة رولز-رويس وشغّلته لأول مرة عام 1933 كمشروع خاص. وكان يُعرف في البداية باسم PV-12، ثم أُطلق عليه لاحقًا اسم ميرلين، تماشيًا مع تقليد الشركة في تسمية محركاتها الترددية رباعية الأشواط على أسماء طيور الجوارح. وقد استفاد تصميمه من خبرات الشركة في محركات السباقات خلال ثلاثينيات القرن العشرين.
اكتملت النماذج الإنتاجية الأولى من PV-12 عام 1936 بعد عدة تعديلات. وكانت أول الطائرات التي دخلت الخدمة باستخدام محرك ميرلين هي: فيري باتل، هوكر هوريكان، سوبرمارين سبيتفاير. ورغم أن المحرك ارتبط بشكل وثيق بطائرتي سبيتفاير وهوريكان، فإن الجزء الأكبر من الإنتاج خُصص للطائرة القاذفة الثقيلة ذات الأربعة محركات أفرو لانكستر.
استمر تطوير محرك ميرلين بسرعة وبشكل مستمر، مستفيدًا من الخبرات التشغيلية منذ عام 1936، مما حسّن كثيرًا من أدائه وقدرته على التحمل. فبينما كانت النماذج الأولى تولد 1,000 حصان (750 كيلوواط)، كانت النماذج اللاحقة خلال الحرب العالمية الثانية تُنتج نحو 1,800 حصان (1,300 كيلوواط)، بل إن أحدث نسخة استخدمت في طائرة دي هافيلاند هورنت بلغت قدرتها أكثر من 2,000 حصان (1,500 كيلوواط).
يُعد محرك ميرلين من أنجح محركات الطائرات خلال الحرب العالمية الثانية، حيث صُنعت منه نحو 50 نسخة مختلفة في مصانع رولز-رويس في ديربي وكرو وغلاسكو، كما أنتجته أيضًا شركة فورد البريطانية في مصنعها في ترافورد بارك قرب مانشستر. وقد استُخدمت نسخة منخفضة الأداء منه كأساس لمحرك الدبابات رولز-رويس/روفر ميتيور.

بعد الحرب، حَلّ محرك رولز-رويس غريفون محل ميرلين في الاستخدامات العسكرية، بينما استُخدمت نسخ ميرلين المتبقية في طائرات الركاب والنقل العسكري. كما أنتجت شركة باكارد الأمريكية نسخة من المحرك باسم باكارد في-1650 في الولايات المتحدة. وتوقّف إنتاج محرك ميرلين عام 1950 بعد تصنيع ما يقرب من 150,000 وحدة. ولا يزال محرك ميرلين يُستخدم حتى اليوم في رحلات إحياء ذكرى معركة بريطانيا التابعة لسلاح الجو الملكي البريطاني، ويشغل العديد من الطائرات المرممة المملوكة لهواة الطيران في أنحاء العالم.